# نويل هاريسون
نويل هاريسون (بالإنجليزية: Noel Harrison)‏ (و. 1934 – 2013 م) هو ممثل، ومغني، وموسيقي، ورياضي، من المملكة المتحدة، ولد في لندن، شارك في ألعاب أولمبية شتوية 1956، وألعاب أولمبية شتوية 1952، توفي عن عمر يناهز 79 عاماً بسبب نوبة قلبية.

## التعليم
تعلم في كلية رادلي ‏.

## وصلات خارجية
- نويل هاريسون على موقع الاتحاد الدولي للتزلج (التزلج على المنحدرات الثلجية) (الإنجليزية)
- نويل هاريسون على موقع اللجنة الأولمبية الدولية (الإنجليزية)
- نويل هاريسون على موقع أوليمبيديا (الإنجليزية)
- نويل هاريسون على موقع اللجنة الأولمبية البريطانية (الإنجليزية)

- نويل هاريسون على موقع IMDb (الإنجليزية)
- نويل هاريسون على موقع ألو سيني (الفرنسية)
- نويل هاريسون على موقع ميوزك برينز (الإنجليزية)
- نويل هاريسون على موقع أول موفي (الإنجليزية)
- نويل هاريسون على موقع قاعدة بيانات الأفلام السويدية (السويدية)
- نويل هاريسون على موقع إن إن دي بي (الإنجليزية)
- نويل هاريسون على موقع أول ميوزيك (الإنجليزية)
- نويل هاريسون على موقع ديسكوغز (الإنجليزية)
- نويل هاريسون على موقع قاعدة بيانات الفيلم (الإنجليزية)
- نويل هاريسون على موقع كينوبويسك (الروسية)